# Mamagama
Mamagama es un grupo musical azerí fundado en 2021 en Bakú. El grupo está formado por el vocalista Səfael "Asəf" Mişiyev, el guitarrista Bəhruz "Huss" Əfəndiyev y el baterista Allahverdi "Arif" Qumbətli.

## Historia
Formado en 2021 en Bakú, todos los miembros del grupo tenían experiencia previa en grupos musicales anteriores. Tras su formación, comenzaron a actuar en varios festivales internacionales.
En 2022, participaron en Kënga magjike, uno de los principales festivales de música albaneses junto con el Festivali i Këngës, donde consiguieron el primer premio en la sección "artistas internacionales" gracias a su sencillo Dreamer. A finales de año, intentaron representar a Azerbaiyán en el Festival de la Canción de Eurovisión 2023. A pesar de haber sido seleccionados entre los cinco candidatos finales, la emisora pública azerí terminó eligiendo al dúo TuralTuranX como sus representantes nacionales en Liverpool.
El 4 de febrero de 2025, la emisora İTV anunció que había seleccionado internamente al trío para representar a Azerbaiyán en el Festival de la Canción de Eurovisión 2025, celebrado en Basilea, Suiza.

## Estilo musical
En su música, Mamagama combina elementos de la música tradicional con sonidos más modernos que tienden hacia el indie pop y el rock alternativo.

## Miembros
Actuales
- Səfael "Asəf" Mişiyev – voz
- Bəhruz "Huss" Əfəndiyev – guitarra
- Allahverdi "Arif" Qumbətli – batería

Anteriores
- Roman Zilyanev – guitarra
- Klim Qudin – batería

## Discografía

### Sencillos
- 2022 – My Medicine
- 2022 – Sleep
- 2022 – Dreamer
- 2023 – River
- 2023 – This Is for You
- 2025 -- Run With U